# Parvclasse
In biologia, ai fini della tassonomia, la parvclasse è uno dei livelli di classificazione scientifica degli organismi viventi, tanto della zoologia, quanto della botanica.
Nell'organizzazione sistemica, la parvclasse è inferiore alla infraclasse e superiore all'ordine, (o al magnordine e al superordine se esistenti). Un'infraclasse può perciò contenere più parvclassi, ciascuna delle quali suddivisa in uno o più ordini (o più magnordini o superordini).